# Shine on Brightly
Shine on Brightly is het tweede studioalbum van de Britse band Procol Harum.

## Geschiedenis
Het album werd in de Olympic Studios opgenomen met als muziekproducent Denny Cordell, het koor in Grand finale is opgenomen in de Advision Studio (daar was opnameapparatuur voor een koortje). Al tijdens de opnamen bleek dat deze producent, liefhebber van opnamen in mono, zijn aandacht verlegde van Procol Harum naar Joe Cocker en zijn eigen productiemaatschappij Straight Ahead. In de praktijk bleek dat voor sommige tracks Glyn Johns, dan nog geluidstechnicus die net Beggars Banquet van The Rolling Stones had begeleid en nergens op het album wordt genoemd, en Tony Visconti, in naam assistent-producent, de touwtjes in handen hadden. Cordell zou ook meer belangstelling hebben voor de recht-toe-recht-aan-rock van Cocker dan de half-psychedelische rock van Brooker en Reid. 
Het album verkocht voornamelijk in de Verenigde Staten goed; het zou de top 30 hebben aldus gehaald, aldus OOR's Pop-encyclopedie (1979). Het album werd diverse malen heruitgegeven. In 2015 werd het album uitgegeven door Esoteric Recordings, waarbij het album tot een 3CD-box werd opgerekt. In die box komt ook tot uiting dat de Britse persing een andere hoes meekreeg dan de persing in de Verenigde Staten en Europa. Daar waar de Britse hoes van George Underwood refereerde aan de songteksten (Visconti had hem aangenomen), was het alternatief van Tom Wilkes niet naar de zin van de bandleden.

## Musici
- Gary Brooker – zang, piano
- Robin Trower – gitaar
- Matthew Fisher – hammondorgel
- Dave Knights – basgitaar
- B.J. Wilson – drumstel

## Muziek

### De originele uitgave
| Nr. | Titel                                      | Duur |
| --- | ------------------------------------------ | ---- |
| 1.  | Quite rightly so (Brooker, Fisher, Reid)   | 3:37 |
| 2.  | Shine on brightly (Brooker, Reid)          | 3:30 |
| 3.  | Skip softly (My moonbeams) (Brooker, Reid) | 3:43 |
| 4.  | Wish me well (Brooker, Reid)               | 3:19 |
| 5.  | Rambling on (Brooker, Reid)                | 4:28 |

| Nr. | Titel                                                                       | Duur |
| --- | --------------------------------------------------------------------------- | ---- |
| 1.  | Magdalene (My Regal Zonophone) (Brooker, Reid)                              | 2:48 |
| 2.  | In held twas in I; 1:Glimpses of Nirvana (Brooker, Fisher, Reid)            | 4:25 |
| 3.  | In held twas in I; 1I: Twas tea time at the circus (Brooker, Fisher, Reid)  | 1:18 |
| 4.  | In held twas in I; 1II: In the autumn of my madness (Brooker, Fisher, Reid) | 3:05 |
| 5.  | In held twas in I; 1V: Look to your soul (Brooker, Fisher, Reid)            | 4:53 |
| 6.  | In held twas in I; V: Grand finale (Brooker, Fisher, Reid)                  | 3:34 |

### Esoteric Recordings
De 3-cdbox heeft als cd 2 de originele mono-uitgave, zoals boven omschreven

| Nr. | Titel                                                                        | Duur |
| --- | ---------------------------------------------------------------------------- | ---- |
| 1.  | Quite so rightly (stereomix)                                                 | 3:42 |
| 2.  | Shine on brighlty (stereomix)                                                | 3:33 |
| 3.  | Skip softly (my moonbeams) (stereomix)                                       | 3:47 |
| 4.  | Wish me well (stereomix)                                                     | 3:20 |
| 5.  | Rambling on (stereomix)                                                      | 4:32 |
| 6.  | Magdalene (My Regal Zonophone) (stereomix)                                   | 2:51 |
| 7.  | In held twas in I: I: Glimpses of Nirvana (stereomix)                        | 4:29 |
| 8.  | In held twas in I: II: Twas tea time at the circus (stereomix)               | 1:19 |
| 9.  | In held twas in I: III: In the autumn of my madness (stereomix)              | 3:08 |
| 10. | In held twas in I: IV: Look to your soul (stereomix)                         | 4:58 |
| 11. | In held twas in I: V: Grand finale (stereomix)                               | 3:43 |
| 12. | Il tuo diamante (Italiaanse versie Shine on brightly, opname september 1968) | 3:29 |
| 13. | Quite rightly so (singleversie)                                              | 3:43 |
| 14. | In the wee small hours of sixpence (B-kant van Quite rightly so, mono)       | 3:01 |

| Nr. | Titel                                                                                             | Duur |
| --- | ------------------------------------------------------------------------------------------------- | ---- |
| 1.  | Monsieur Armand (mono)                                                                            | 2:31 |
| 2.  | Seem to have the blues (most of the time) (mono)                                                  | 2:48 |
| 3.  | Magdalene (My Regal Zonophone) (mono)                                                             | 2:27 |
| 4.  | Shine on brightly (alternatieve opname in Advision, oktober 1967)                                 | 3:23 |
| 5.  | In the wee small hours of sixpence (stereomix)                                                    | 3:05 |
| 6.  | Monsieur Armand (opname in Advision, oktober 1967, stereo)                                        | 2:47 |
| 7.  | A robe of silk (opname De Lane Lea Studios, 12 januari 1968)                                      | 1:58 |
| 8.  | McGreggor (Olympic Studios 10 maart 1968)                                                         | 2:47 |
| 9.  | The gospel according to (wish me well) (Olympic Studios, 19 maart 1968)                           | 3:35 |
| 10. | Skip softly (my moonbeams) (Top Gear, BBC Radio One, 14 februari 1968)                            | 3:31 |
| 11. | Quite rightly so (Top Gear, BBC Radio One, 14 februari 1968)                                      | 3:41 |
| 12. | Ramblin’ on (Top Gear, BBC Radio One, 14 februari 1968)                                           | 4:15 |
| 13. | Shine on brightly (Top Gear, BBC Radio One, 14 februari 1968)                                     | 3:43 |
| 14. | Skip soflty (my moonbeams) (Top Gear, BBC Radio One, 19 augustus 1968)                            | 3:29 |
| 15. | Wish me well (Top Gear, BBC Radio One, 19 augustus 1968)                                          | 2:34 |
| 16. | Long gone geek (Top Gear, BBC Radio One, 19 augustus 1968)                                        | 2:34 |
| 17. | In held twas in I. IV/V: Look to your soul/Grand finale (Top Gear, BBC Radio One, 6 oktober 1968) | 3:59 |

### Liedjes
Quite so rightly was al uitgebracht in april 1968 voordat er goed en wel aan het album begonnen was. Het werd samen met The wee small hours of sixpence uitgegeven na het succes van A Whiter Shade of Pale en Homburg. Het publiek dacht er anders over; het behaalde slechts een week notering met een 50e plaats in de Britse hitparade. Het vermoeden heerst dat Reid het schreef met in het achterhoofd zangeres Nico van The Velvet Underground (Reid liet er niets over los). Voor het nummer Shine on brightly drongen Trower en Fischer aan op een stereomix, die Cordell niet zag zitten. Zij vonden Glyn Johns bereid het alsnog in stereo af te mixen. Skip softly (my moonbeams) bevat een klein citaat uit de Sabeldans uit het ballet Gayaneh van Aram Chatsjatoerjan. Op Wish me well, een bluesachtig nummer zouden leden van Traffic op de achtergrond in de handen klappen. Magdalena (My Regal Zonophone) is een nummer dat Brooker schreef onder invloed van drugs. Het album sluit af met een track, die bijna de gehele kant twee van het album vulde. Charles Snider vond in zijn The strawberry bricks guide to progressive rock in dit nummer de progressieve rock, waartoe Procol Harum zich steeds meer zou wenden. In held twas in I (werktitels The great work en Magnum Harum) zijn vijf apart opgenomen liedjes samengesmolten tot een suite. De titel in een acrostichon uit de teksten van die liedjes.    